# ترویلوس ۱۲۰۸
سیارک ۱۲۰۸ (به انگلیسی: 1208 Troilus، نامگذاری:1931YA) هزار و دویست و هشتمین سیارک کشف شده‌است که در ۳۱ دسامبر ۱۹۳۱ و در هایدلبرگ کشف شد.
قدر مطلق سیارک برابر ۸٫۹۹ است.